# Liste der Staatsoberhäupter 1815
Übersicht
◄◄ | ◄ | 1811 | 1812 | 1813 | 1814 | Liste der Staatsoberhäupter 1815 | 1816 | 1817 | 1818 | 1819 | ► | ►►

Weitere Ereignisse

## Afrika
- Ägypten
  - Vizekönig und osmanischer Pascha: Muhammad Ali Pascha (1805–1848)
- Äthiopien
  - Kaiser: Egwala Seyon (1801–1818)
- Burundi
  - König: Ntare IV. Rugamba (ca. 1796–ca. 1850)
- Dahomey
  - König: Adandozan (1797–1818)
- Marokko (Alawiden-Dynastie)
  - Sultan: Mulai Sulaiman (1792–1822)
- Ruanda
  - König: Mutara II. (1802–1853)
- Tunesien (Husainiden-Dynastie)
  - Sultan: Mahmud Bey (1814–1824)

## Amerika

### Nordamerika
- Mexiko (umstritten)
  - Vizekönig Félix María Calleja del Rey (1813–1816)
- Vereinigte Staaten von Amerika
  - Staats- und Regierungschef: Präsident James Madison (1809–1817)

### Mittelamerika
- Haiti (umstritten)
  - Herrscher: König Heinrich I. (1806–1820)

### Südamerika
- Brasilien
  - Königin Maria I. (1815–1816), entmündigt deshalb für sie Prinzregent Johann
- Chile (umstritten, besetzt durch Spanien)
  - Staats- und Regierungschef: (vakant)
- Neugranada (umstritten, heute Kolumbien)
  - spanischer Gouverneur und Generalkapitän: Francisco Montalvo y Ambulodi (1813–1816)
  - Staats- und Regierungschef:
    - Vorsitzender des Triumvirats Custodio García Rovira (1814–28. März 1815)
    - Vorsitzender des Triumvirats José Miguel Pey de Andrade (28. März–28. Juli 1815)
    - Vorsitzender des Triumvirats Manuel Rodríguez Torices (28. Juli–15. November 1815)
    - Präsident Camilo Clemente Torres Tenorio (15. November 1815–1816)
- Paraguay (umstritten)
  - Staats- und Regierungschef: Konsul Gaspar Rodríguez de Francia (1814–1840)
- Vizekönigreich Peru
  - Vizekönig: José Fernando Abascál y Sousa (1806–1816)
- Río de la Plata (umstritten, heute Argentinien)
  - Staats- und Regierungschef:
    - Oberster Direktor Gervasio Antonio de Posadas (1814–9. Januar 1815)
    - Oberster Direktor Carlos María de Alvear (9. Januar–15. April 1815)
    - Oberster Direktor Juan José Viamonte (18. April–20. April 1815)
    - Oberster Direktor Ignacio Álvarez Thomas (20. April 1815–1816)
- Venezuela
  - Staats- und Regierungschef: ?

## Asien
- Abu Dhabi
  - Scheich: Shakhbut bin Dhiyab (1793–1816)
- Afghanistan
  - König: Mahmud Schah (1801–1803) (1809–1818)
- China (Qing-Dynastie)
  - Kaiser: Jia Qing (1796–1820)
- Japan
  - Kaiser: Kokaku (1780–1817)
  - Shōgun (Tokugawa): Tokugawa Ienari (1786–1837)
- Korea (Joseon)
  - König: Sunjo (1800–1834)
- Persien (Kadscharen-Dynastie)
  - Schah: Fath Ali (1797–1834)
- Thailand
  - König: Rama II. (1809–1824)

## Australien und Ozeanien
- Hawaii
  - König: Kamehameha I. (1795–1819)

## Europa
- Andorra
  - Co-Fürsten:
    - Französischer Herrscher:
      - König von Frankreich: Ludwig XVIII. (1814–1. März 1815)
      - Kaiser der Franzosen: Napoléon I. (1. März – 22. Juni 1815)
      - König von Frankreich: Ludwig XVIII. (22. Juni 1815–1824)

    - Bischof von Urgell: Francesc Antoni de la Dueña y Cisneros (1797–1816)
- Berg (am 8. Juni zu Preußen)
  - Herrscher: (vakant)
- Dänemark
  - König: Friedrich VI. (1808–1839) (1808–1814 König von Norwegen)
- Deutscher Bund (ab 8. Juni)
  - Österreich: Kaiser Franz I. (1792–1835)
  - Preußen
    - König: Friedrich Wilhelm III. (1797–1840) (1797–1806 Kurfürst von Brandenburg)

  - Anhalt-Bernburg: Herzog Alexius Friedrich Christian (1796–1834)
  - Anhalt-Dessau: Herzog Leopold III. (1751–1817)
  - Anhalt-Köthen: Herzog Ludwig August (1812–1818)
  - Baden: Großherzog Karl Ludwig Friedrich (1811–1818)
  - Bayern: König Maximilian I. (1799–1825) bis 1805 Kurfürst
  - Braunschweig (restituiert am 8. Juni) Herzog: Karl II. (16. Juni 1815–1831)
  - Bremen (restituiert als Freie Stadt am 8. Juni)
    - Stadtoberhaupt: Bürgermeister Georg Gröning (1815–1821)

  - Frankfurt (restituiert als Freie Stadt am 8. Juni)
    - Stadtoberhaupt: (vakant)

  - Hamburg (restituiert als Freie Stadt am 8. Juni)
    - Stadtoberhaupt: Bürgermeister Daniel Lienau (1798–1811, 1813–1816), Friedrich von Graffen (1801–1811, 18. März 1813–1820), Wilhelm Amsinck (1802–1811, 1813–1831), Johann Arnold Heise (1807–1811, 1813–1834)

  - Hessen-Darmstadt
    - Großherzog: Ludwig I. (1790–1830) (1790–1806 Landgraf)
      - Präsident des Gesamt-Ministeriums: Friedrich August Freiherr von Lichtenberg (1805–1819)

  - Hessen-Kassel (restituiert am 8. Juni)
  - Hannover (restituiert am 8. Juni)
    - Herrscher: König Georg III. (1815–1820, entmündigt)
    - Regent: Kronprinz Georg August Friedrich (1811–1830)

  - Hohenzollern-Hechingen: Fürst Friedrich (1810–1838)
  - Hohenzollern-Sigmaringen: Fürst Anton Aloys (1785–1831)
  - Holstein und Lauenburg (restituiert am 8. Juni)
    - Herrscher: Herzog Friedrich VI., König von Dänemark (1808/1815–1839)

  - Liechtenstein: Fürst Johann I. Josef (1805–1836)
  - Lippe
    - Herrscher: Fürst Leopold II. (1800–1851, unter Vormundschaft)
    - Regentin: Fürstin Pauline zur Lippe (1802–1820)

  - Lübeck (restituiert als Freie Stadt am 8. Juni)
    - Lübecker Bürgermeister: Johann Caspar Lindenberg, Johann Matthaeus Tesdorpf, Christian Adolph Overbeck

  - Luxemburg (gegründet am 8. Juni)
    - Herrscher: Großherzog Wilhelm I., König der Niederlande (8. Juni 1815–1840)

  - Mecklenburg-Schwerin
    - Großherzog: Friedrich Franz I. (1785–1837) (bis 1815 Herzog)
      - Geheimerratspräsident: August Georg Freiherr von Brandenstein (1808–1836)

  - Mecklenburg-Strelitz
    - Großherzog:  Karl II. (1794–1816) (bis 1815 Herzog)
      - Staatsminister: August von Oertzen (1810–1836)

  - Nassau
    - Herzog: Friedrich August (1806–1816) (1803–1806 Fürst von Nassau-Usingen)
      - Staatsminister: Ernst Franz Ludwig Marschall von Bieberstein (1806–1834)

  - Oldenburg (restituiert am 8. Juni)
    - Großherzog:  Peter Friedrich Wilhelm (1785–1823) (entmündigt unter Vormundschaft; bis 1815 Herzog)
      - Regent: Peter Friedrich Ludwig (1785–1823) (1823–1829 (Groß)herzog von Oldenburg; 1785–1803 Bischof von Lübeck)
        - Staatsminister: Karl Ludwig Friedrich Josef von Brandenstein (1814–1842)

  - Reuß ältere Linie: Fürst: Heinrich XIII. (1800–1817)
  - Reuß-Schleiz: Fürst ?
  - Reuß-Lobenstein: Fürst ?
  - Reuß-Ebersdorf: Fürst ?
  - Sachsen: König Friedrich August I. (1763–1827)
    - Herrscher: Kurfürst Wilhelm I. (1785–1806, 8. Juni 1815–1821)

  - Sachsen-Coburg-Saalfeld: Herzog Ernst I. (1806–1826)
  - Sachsen-Gotha-Altenburg: Herzog August (1804–1822)
  - Sachsen-Hildburghausen: Herzog Friedrich (1780–1826)
  - Sachsen-Meiningen
    - Herrscher: Herzog Bernhard II. (1803–1866, unter Vormundschaft)
    - Regentin: Herzogin Louise Eleonore zu Hohenlohe-Langenburg (1803–1822)

  - Sachsen-Weimar-Eisenach: Herzog Carl August (1758–1828, ab 8. Juni als Großherzog)
  - Schaumburg-Lippe: Fürst Georg Wilhelm (1787–1860)
  - Schwarzburg-Rudolstadt:Fürst Friedrich Günther (1807–1867)
  - Schwarzburg-Sondershausen: Fürst Günther Friedrich Karl I. (1794–1835)
- Waldeck und Pyrmont
  - Herrscher: Fürst Georg II. (1813–1845)
    - Regierungspräsident: Carl Rudolf von Preen (1814–1823)

  - Württemberg: König Friedrich I. (1797–1816) (bis 1806 Herzog)
- Frankfurt (am 8. Juni zu Hessen-Kassel, Bayern und Preußen)
  - Herrscher: (vakant)
- Frankreich
  - Herrscher: König Ludwig XVIII. (1814–1. März 1815, 1815–1824)
  - Herrscher: Kaiser Napoléon I. (1804–1914, 1. März 1815–22. Juni 1815)
  - Herrscher: Kaiser Napoléon II. (22. Juni 1815–7. Juli 1815)
  - Herrscher: König Ludwig XVIII. (1814–1815, 7. Juli 1815–1824)
  - Regierungschef: Vorsitzender der provisorischen Regierung Joseph Fouché (22. Juni 1815–7. Juli 1815)
  - Regierungschef: Präsident des Ministerrates Charles-Maurice de Talleyrand-Périgord (9. Juli 1815–26. September 1815)
  - Regierungschef: Präsident des Ministerrates Armand Emmanuel du Plessis, duc de Richelieu (26. September 1815–1818, 1820–1821)
- Hessen-Homburg (am 8. Juni restituiert)
  - Landgraf: Friedrich V. (1751–1806, 1815–1820)
- Hohengeroldseck (annektiert von Österreich)
  - Herrscher: Fürst Philipp von der Leyen (1806–1815)
- Isenburg-Birstein (am 9. Juni zu Hannover)
  - Herrscher: Fürst Carl (1803–1814)
- Italienische Staaten
  - Kirchenstaat
    - Papst: Pius VII. (1800–1810) (1815–1823)

  - Lombardo-Venetien (Personalunion mit Österreich 1815–1859/66)
    - König: Franz (1815–1835)

  - Lucca
    - Herzogin: Maria Luisa (1815–1824) tritt Regierung erst 1817 an

  - Massa und Carrara
    - Herzogin: Maria Beatrice (1790–1829)

  - Modena und Reggio
    - Herzog: Franz IV. (1814–1846)

  - Neapel
    - König: Joachim Murat (1808–1815)
    - König: Ferdinand IV. (1759–1806) (1815–1816)

  - Parma, Piacenza und Guastalla
    - Herzogin: Marie-Louise (1814–1847)

  - San Marino
    - Capitani Reggenti: Lodovico Belluzzi, Maria Giuseppe Malpeli (1. Oktober 1814–1. April 1815)
    - Capitani Reggenti: Giuseppe Mercuri, Pier Vincenzo Giannini (1. April 1815–1. Oktober 1815)
    - Capitani Reggenti: Francesco Maria Belluzzi, Filippo Filippi (1. Oktober 1815–1. April 1816)

  - Sardinien
    - König: Viktor Emanuel I. (1802–1821)

  - Sizilien
    - Ferdinand III. (1759–1816)

  - Toskana
    - Großherzog: Ferdinand III. (1790–1801) (1814–1824)
- Krakau (gegründet am 3. Mai)
  - Stadtoberhaupt: ?
- Monaco
  - Fürst: Honoré IV. (1814–1819)
- Montenegro (bis 1878 unter osmanischer Suzeränität)
  - Fürstbischof (Vladika): Petar I. Petrović-Njegoš (1782–1830)
- Niederlande (gegründet am 8. Juni)
  - Herrscher: König Wilhelm I. (16. März 1815–1840)
- Osmanisches Reich
  - Sultan: Mahmud II. (1808–1839)
- Portugal
  - Königin: Maria I. (1777–1816) (1792 entmündigt) (1815–1816 Königin von Brasilien)
  - Regent: Johann Herzog von Braganza (1792–1816) (1816–1826 König von Portugal, 1815–1816 Regent von Brasilien, 1816–1822 König von Brasilien)
- Preußen
  - König: Friedrich Wilhelm III. (1797–1840) (1797–1806 Kurfürst von Brandenburg)
- Russland
  - Kaiser: Alexander I. (1801–1825)
- Salm-Kyrburg (annektiert von ?)
  - Herrscher: ?
- Salm-Salm (annektiert von ?)
  - Herrscher: ?
- Schweden
  - König: Karl XIII. (1809–1818) (1814–1818 König von Norwegen)
- Spanien
  - König: Ferdinand VII. (1808, 1813–1833)
- Ungarn
  - König: Franz I. (1792–1835) (1792–1806 Kaiser, 1792–1835 König von Böhmen, 1815–1835 König von Lombardo-Venetien, 1792–1797 und 1799–1800 Herzog von Mailand, 1792–1804 Erzherzog von Österreich, 1804–1835 Kaiser von Österreich)
- Vereinigtes Königreich
  - Staatsoberhaupt: König Georg III. (1801–1820) (seit 1811 entmündigt) (1760–1801 König von Großbritannien und Irland, 1760–1806 Kurfürst von Braunschweig-Lüneburg,  1814–1820 König von Hannover)
    - Regent: Georg, Prince of Wales (1811–1820) (1820–1830 König des Vereinigten Königreichs, 1820–1830 König von Hannover)

  - Regierungschef: Premierminister Robert Jenkinson, 2. Earl of Liverpool (1812–1827)
- Walachei (unter osmanischer Oberherrschaft)
  - Fürst: Ioannis Georgios Karatzas (1812–1818)
- Westphalen (am 8. Juni zu Hannover und Hessen-Kassel)
  - Herrscher: (vakant)
- Würzburg (am 8. Juni zu Bayern)
  - Herrscher: (vakant)